# 絕地奶霸
《絕地奶霸》（英語：Big Momma's House）是一部2000年的美國犯罪喜劇片，由雷賈·高斯奈執導，達里爾·誇爾斯（Darryl Quarles）和唐·雷莫編劇。這部電影由馬丁·勞倫斯飾演為一名聯邦調查局特工，他的任務是追踪一名逃犯和他們的戰利品，作為他們前女友疏遠的祖母臥底，不知道他將與她建立感情關係。這部電影還由妮雅·隆、保羅·吉馬蒂和泰倫斯·霍華主演。
儘管這部電影獲得了評論家的負面評價，但它在美國的票房收入超過1.17億美元，並因此還拍了兩部續集，分別是《絕地奶霸2》（2006年）和《絕地奶霸：唬父無犬子》（2011年）。

## 劇情
聯邦調查局探員馬康·透納是聰明能幹，屢破奇案，而他的破案法寶就是他那高超的偽裝絕技，無論什麼人，他都自信能扮得惟妙惟肖。新的案子擺在了馬康面前，喬治亞州一個銀行搶劫犯身懷鉅款逃亡了，馬康奉命前往緝拿，唯一的線索就是搶劫犯的女友雪莉。為了接近雪莉，馬康施展他的變身特技，化身成了雪莉久未碰頭的祖母，一個超過300磅的「大嬤嬤」。馬康的特技堪稱一絕，經過化身易容，成功接近了雪梨。然而相處久了，馬康卻發現自己愛上了可能有份參與收藏贓款的雪莉，更要命的是，真正的祖母登場了。

## 演員
- 馬丁·勞倫斯 飾 馬康·透納（Malcolm Turner），一名聯邦調查局臥底特工，偽裝成海蒂梅·「大嬤嬤」·皮爾斯（Hattie Mae “Big Momma” Pierce）
- 妮雅·隆 飾 雪莉·皮爾斯（Sherry Pierce），海蒂梅·皮爾斯的孫女、萊斯特的前女友、川特的母親以及馬康的嫌疑人轉戀對象
- 傑西卡·華盛頓（英语：Jascha Washington） 飾 川特·皮爾斯（Trent Pierce），雪莉的十歲兒子
- 保羅·吉馬蒂 飾 特工喬納森·“約翰”·麥克斯韋（Jonathan "John" Maxwell），馬康的新人臥底搭檔，非常聰明
- 泰倫斯·霍華 飾 萊斯特·維斯科（Lester Vesco），雪莉的犯罪前男友
- 安東尼·安德森 飾 諾倫（Nolan），一個愚蠢的警衛
- 艾菈·米契爾（英语：Ella Mitchell） 飾 真正的海蒂梅·「大嬤嬤」·皮爾斯，雪莉失散多年的南方老祖母
- 菲利斯·艾伯蓋特（Phyllis Applegate）飾 薩迪（Sadie），大嬤嬤的愛管閒事和嫉妒的鄰居
- 斯塔萊塔·杜波伊斯（Starletta DuPois） 飾 帕特森太太（Miss Patterson），大嬤嬤的鄰居和朋友
- 傑西·梅·霍姆斯（Jessie Mae Holmes） 飾 另一個帕特森太太，與另一個帕特森太太同姓的朋友和鄰居
- 蒂琪娜·阿諾德（英语：Tichina Arnold） 飾 麗塔（Ritha），一名孕婦和諾倫的妹妹
- 奧塔薇亞·史班森 飾 維拉（Twila），大嬤嬤的鄰居，麗塔和雪麗的朋友
- 妮可·普雷斯科特（Nicole Prescott） 飾 莉娜（Lena），大嬤嬤的鄰居，麗塔和雪麗的朋友
- 塞德里克·凱爾斯（英语：Cedric the Entertainer） 飾 牧師
- 卡爾·賴特（英语：Carl Wright (actor)） 飾 班·雷利（Ben Rawley），大嬤嬤的暗戀仰慕者
- 奧迪斯·霍吉 飾 打籃球的青少年

## 製作
這部電影以喬治亞州為背景，但在南加州拍攝。
特效化妝是由葛瑞格·坎農創作的。坎農之前為《窈窕奶爸》和《變人》設計了特效化妝。

## 評價

### 票房
《絕地奶霸》於2000年6月2日上映，並在北美首映週末出人意料，成為當時僅次於不可能的任務2的第二名電影。這部電影後來的美國票房收入超過1.17億美元，全球票房收入略低於1.74億美元。

### 關鍵反應
在爛番茄上，根據81條評論，這部電影的支持率為30%，平均評分為4.4/10。該網站的評論一致認為，“大嬤嬤的房子在某些方面很有趣，但它本質上是一部笑話電影。”在Metacritic上，根據27位評論家的評分，這部電影獲得了33分（滿分100分），表明“總體評價不佳”。由CinemaScore進行民意調查的觀眾在 A+ 到 F 的範圍內給這部電影的平均評分為“A”。
《芝加哥太陽時報》的羅傑·埃伯特雖然承認對許多笑話都笑了，但也覺得有一些無味的時刻認為這可以“通過喜劇來彌補”，比如打開廁所的鏡頭。
《綜藝》的陶德·麥卡錫（Todd McCarthy）雖然稱讚勞倫斯的“引人入勝”的表演和老太婆的妝容，但也覺得糟糕的劇本意味著他不得不“幾乎單槍匹馬地維持生計”。
這部電影和整個系列被嘲笑為“出現在大眾營銷喜劇中的大黑人女性的代表”的典型代表，同時通過選角“穿著乳膠胖套裝的男演員”來貶低女性。對第三部電影的評論諷刺地評論道，“信不信由你，《絕地奶霸》系列嚴格遵循經典的好萊塢三部曲結構”。到第三部電影時，該系列因其對變裝噱頭的不必要的重述而受到嘲笑。

## 續集
這部電影催生了《絕地奶霸》系列的兩部續集：《絕地奶霸2》（2006年）和《絕地奶霸:唬父無犬子》（2011年）。兩部續集都比原作更輕鬆、更適合家庭，但票房收入有所下降，並受到影評人的批評。

## 外部連結
- 互联网电影数据库（IMDb）上《絕地奶霸》的资料（英文）
- AllMovie上《絕地奶霸》的资料（英文）
- 爛番茄上《絕地奶霸》的資料（英文）
- Metacritic上《絕地奶霸》的資料（英文）